# Maz & More TV Produktion

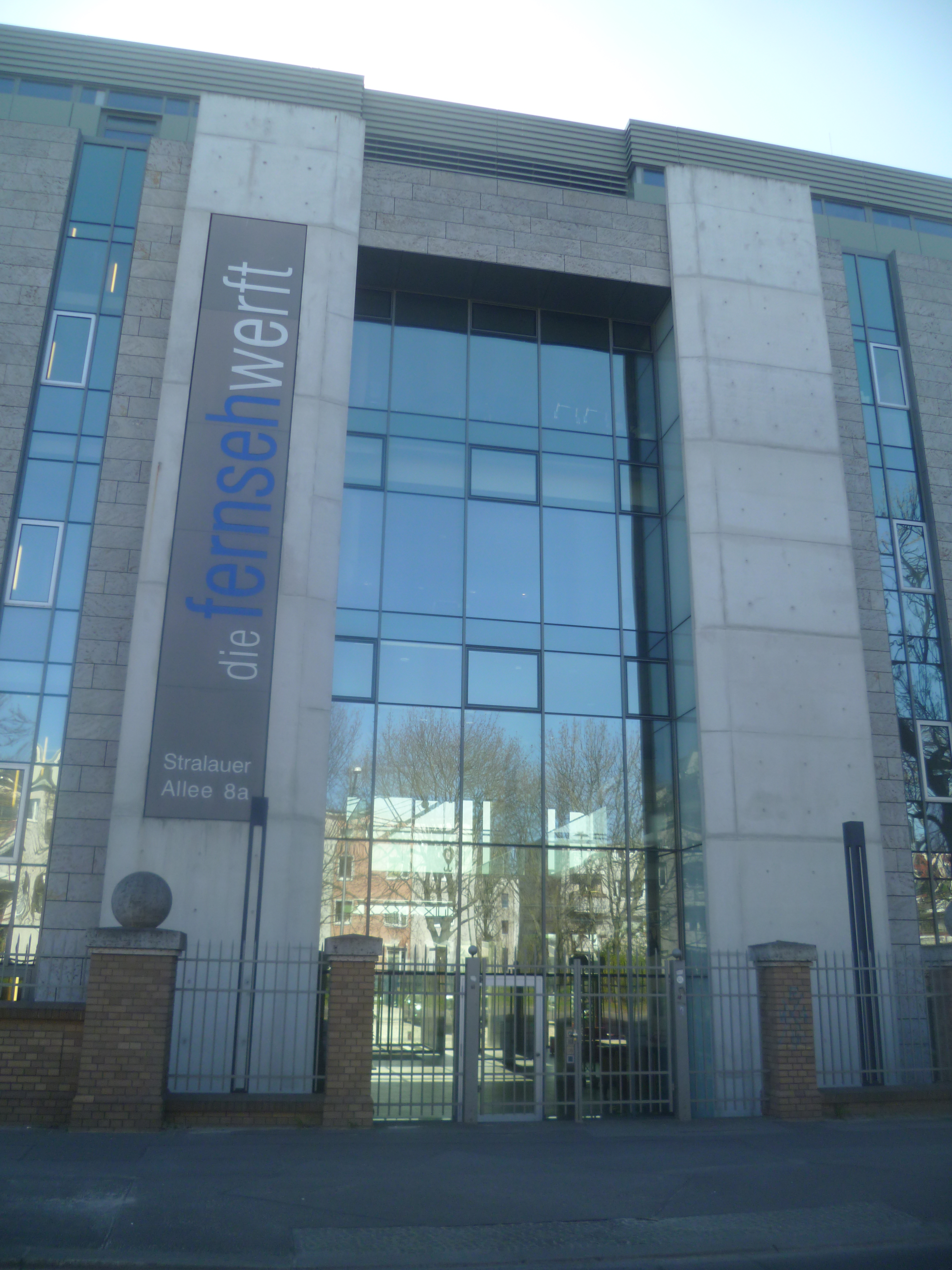
Firmensitz der Maz & More TV Produktion GmbH im Gebäude der Fernsehwerft in Berlin

Die Maz & More TV Produktion GmbH (Eigenschreibweise: MAZ&MORE TV Produktion) ist eine deutsche Fernsehproduktionsgesellschaft mit Sitz in Berlin. Sie ist ein hundertprozentiges Tochterunternehmen der 2014 neu gegründeten WeltN24 GmbH, die auch den Nachrichten- und Dokumentationssender Welt und die Tageszeitung Die Welt betreibt, und gehört somit zum Konzern Axel Springer SE. Die Maz & More TV-Produktion stellt u. a. für SAT.1 werktäglich das viereinhalbstündige SAT.1-Frühstücksfernsehen her.

## Geschichte
Hervorgegangen ist die Maz & More TV Produktion aus der SAT.1-Zentralredaktion. Sie produziert neben werktäglichen Magazinsendungen regelmäßig aktuelle Sondersendungen wie u. a. William & Kate – Die Märchenhochzeit des Jahres, SAT.1 Advent Spezial 2012, Gala Die Goldene Deutschland 2013, Die Flutkatastrophe – Opfer und Helden, Die Flutkatastrophe – Angst und Hoffnung. Darüber hinaus entwickelt das Unternehmen neue Fernsehformate für den deutschen TV-Markt, etwa das Primetime-Dokutainmentformat Wer kann Chef? oder die Weihnachtsserie EpochenKochen für den SWR. Im Januar 2009 wurden 114 Mitarbeiter der SAT.1-Zentralredaktion in die neu gegründete Maz & More TV Produktion GmbH überführt, ein hundertprozentiges Tochterunternehmen der N24 Gesellschaft für Nachrichten und Zeitgeschehen mbH.
Am 16. Juni 2010 verkaufte ProSiebenSat.1 den Nachrichtensender N24 sowie die Maz & More TV Produktion an ein Bieterkonsortium um N24-Geschäftsführer Torsten Rossmann und Stefan Aust. Unterschrieben wurde zudem ein bis Ende 2016 laufender Vertrag über die Produktion der Nachrichtensendungen für SAT.1, ProSieben und kabeleins. Ebenso wurde ein bis Mitte 2014 laufender Vertrag über die Produktion des SAT.1-Frühstücksfernsehens und des SAT.1-Magazins seitens Maz & More abgeschlossen. 2012 wurde das von Maz & More produzierte Frühstücksfernsehen für den Publikumspreis beim Deutschen Fernsehpreis nominiert. Das von Maz & More produzierte „Sat.1-Frühstücksfernsehen am Samstag“ wurde am 26. September 2009 eingestellt. Die werktägliche, seit 2009 von Maz & More produzierte Vorabendsendung „Das SAT.1-Magazin“ (ab Mai 2012 „push – Das SAT.1-Magazin“) wurde am 18. Oktober 2012 eingestellt. Für das werktäglich ausgestrahlte Servicetainment-Magazin Echt Gold – Mein Magazin beim SAT.1-Spartensender Sat.1 Gold war Maz & More von April 2013 bis April 2014 verantwortlich.
Anfang August 2013 wurde der Vertrag über die Produktion des SAT.1-Frühstücksfernsehen bis 2016 verlängert.
Am 9. Dezember 2013 wurde bekannt, dass die N24 Media GmbH samt Maz & More vom Axel Springer Konzern übernommen wird und dort als Lieferant für Bewegtbild fungieren soll.
Von Mai bis September 2016 produzierte Maz & More "Fahndung Deutschland" für das SAT.1-Vorabendprogramm – Deutschlands ersten tagesaktuellen Kriminal-Report.
Im Wahljahr 2017 konzipiert und produziert Maz & More für SAT.1 die 90-minütige Wahlshow „Wahl 2017. Die 10 wichtigsten Fragen der Deutschen. Klartext mit Claus Strunz“. Dort traten die Spitzenpolitiker von Linke, Grünen, FDP und AfD an. Die Sendung sorgte für ein großes Medienecho.
Zudem produziert Maz & More ebenfalls im Wahljahr 2017 aus der Reihe "Der Faktencheck mit Claus Strunz" zwei Dokumentationen zu den Themen "Prügeln, klauen, grabschen – wie sicher ist Deutschland?" sowie "Schuften, Hartzen, hinterziehen – wie gerecht ist Deutschland?" sowie "Faktencheck-Spezial: Nach dem TV-Duell".
Vom 30. Juli 2018 bis 26. Juli 2019 sendete SAT.1 von 18:00 bis 19:00 Uhr das neue einstündige Vorabendformat "Endlich Feierabend!", welche mangels Erfolg eingestellt wurde. Produziert wurde die Infoshow von Maz & More.

## Unternehmensstruktur
Geschäftsführer der Maz & More TV Produktion GmbH sind seit 1. September 2020 Frank Hoffmann (Vorsitzender der Geschäftsführung) und seit Juli 2014 Claus Strunz. Torsten Rossmann verließ das Unternehmen zum 31. August 2020. Bis 31. Dezember 2014 war Maria von Borcke Geschäftsführerin. Chefredakteur ist Jürgen Meschede.
Maz & More ist ein hundertprozentiges Tochterunternehmen der zum Axel-Springer-Konzern gehörenden WeltN24 GmbH, zuvor der N24 Media GmbH.

## Produktionen

### Aktuelle Produktionen
- SAT.1-Frühstücksfernsehen (Sat.1)
- Sat.1 Frühstücksfernsehen am Samstag
- Sat.1 Frühstücksfernsehen am Sonntag
- Sat.1 Nachrichten (nur Frühausgabe) (SAT.1)

### Ehemalige oder einmalige Produktionen
- SAT.1-Frühstücksfernsehen am Samstag
- Akte (SAT.1)
- BILD Corona Spezial (BILD, SAT.1)
- Das SAT.1-Magazin (SAT.1)
- William & Kate – Die Märchenhochzeit des Jahres (SAT.1)
- Abschied von Bernd Eichinger (SAT.1)
- Endlich Feierabend! (SAT.1)
- SAT.1 Advent Spezial (SAT.1)
- Push – Das Sat.1-Magazin (SAT.1)[24]
- Wer kann Chef? Betrieb in gute Hände abzugeben (SWR)
- Die Goldene Deutschland 2013 (SAT.1 GOLD)
- Echt Gold – Mein Magazin (SAT.1 GOLD)[25]
- Die Flutkatastrophe – Opfer und Helden (SAT.1)
- Die Flutkatastrophe – Angst und Hoffnung (SAT.1)
- Stars & Stories Spezial – Live vom Deutschen Fernsehpreis (SAT.1)[26]
- Epochenkochen (SWR)[27]
- SAT.1 News Spezial Absturz in den Alpen[28]
- ServusTV IFA Spezial[28]
- Fahndung Deutschland (SAT.1)[29][30]
- Der Faktencheck mit Claus Strunz (SAT.1)[31][32]
- Vergewaltigt – Warum so viele Frauen schweigen (SAT.1)[33]
- Wahl 2017. Die 10 wichtigsten Fragen der Deutschen (SAT.1)[34]